# Дионисий (Помаков)
Митрополит Дионисий (в миру Евстатий Антонов Помаков; 1837, Берковица, Османская империя — 29 мая 1875, София) — епископ Болгарской Православной Церкви, митрополит Ловчанский.

## Биография
Получил образование в родном городе. Был пострижен в монашество в Клисурском монастыре во имя святых Кирилла и Мефодия архимандритом Анфимом и рукоположён во диакона.
До 1867 года служил диаконом при Софийском митрополите Дорофее (Спасове), который в то время проживал в Берковице.
В 1869—1872 годы учился в духовной семинарии в Сремских Карловцах, Австро-Венгрия, по окончании которой преподавал в Берковице. Служил сельским учителем и основал избу-читальню (эти «читалища» были тогда едва ли не самыми важными центрами болгарской культуры и национального самосознания) в Берковице.
Рукоположён во иерея и назначен архиерейским наместником в Берковице.
25 июня 1873 года был избран митрополитом Ловчанским, а 7 июля в болгарском храме во имя святого Стефана в Константинополе хиротонисан во епископа и утверждён митрополитом Ловчанским.
Заботился о просвещении паствы, объезжал все населённые пункты епархии и проповедовал. Его очень почитал верующие за приветливость и справедливость.
Летом 1874 года направил письмо Джевдет-паше, министру правосудия и вероисповеданий администрации Высокой Порты, с жалобой на турецкого правителя городе Орхание (ныне Ботевград). В результате было заведено судебное дело с обвинением Дионисия.
Во время одной из поездок заболел. Для лечения уехал в Софию, где 29 мая 1875 года внезапно скончался. Болгары, современники Дионисия, считали, что его отравили турки, недовольные его патриотической и просветительской деятельностью. Похоронен в кафедральном соборе города Ловеча.